# Elizabeth Bowen
Elizabeth Dorothea Cole Bowen (ur. 7 czerwca 1899 w Dublinie, zm. 22 lutego 1973 w Londynie) – irlandzka pisarka modernistyczna, autorka innowacyjnych, pełnych namiętności utworów; bohaterkami jej powieści często były nieszczęśliwie zakochane sieroty.
Swoje pierwsze opowiadanie opublikowała w wieku 24 lat. Tworzyła mniej więcej w czasach działania Bloomsbury Group, a w swoich powieściach eksperymentowała ze sferą emocjonalną na wzór Virginii Woolf i Jamesa Joyce’a. Książki Bowen, w odróżnieniu od bardziej znanych twórców tamtej epoki, sprzedawały się znakomicie. Pisywała do modnych magazynów, jak Tatler czy Harper’s Magazine. Jednak dzieła autorki zostały zapomniane po jej śmierci na raka. Dopiero w 1999 nastąpił renesans jej twórczości wraz z filmową adaptacją powieści The Last September nakręcona przez Deborah Warner. W powieści The Last September najwięcej uwagi poświęciła autorka Lois Farquar, siostrzenicy wpływowych notabli przywiązanych do swojego wiejskiego domu i tradycyjnego życia. Młoda dziewczyna przeżywa rozterki: pragnie zostać w Irlandii, a z drugiej strony studiować sztukę w Londynie; zaręcza się z angielskim żołnierzem, ale pragnie być całowana. Spostrzegawczy czytelnik dostrzeże w tych nieokreślonych planach zapowiedź postaci Portii Quayne - stanowczej, namiętnej antybohaterki powieści The Death of the Heart (1938), która uzyskała największe uznanie krytyków. Kąśliwe spostrzeżenia Bowen na temat marginesu społecznego, ale także tzw. porządnego społeczeństwa pochodzą z okresu, gdy często zmieniała miejsce zamieszkania, tak samo, jak jej bohaterki: mieszkała u krewnych albo w internatach, podczas gdy jej ojciec dochodził do siebie po załamaniu nerwowym. Powieści Bowen często ukazują niespokojną młodzieńczą osobowość, poprzez niemożność osiągnięcia dorosłości, co często doprowadza do tragedii.

## Główne dzieła
Powieści:
- The Hotel (1926)
- The Last September (1929)
- Friends and Relations (1931)
- Na północ (To the North, 1932)
- The House in Paris (1935)
- The Death of the Heart (1938)
- The Heat of the day (1949)
- A World of Love (1955)
- The Little Girls (wydanie polskie Dziewczynki, PIW 1975)
- Eva Trout (1968)

Opowiadania:
- Encounters (1923)
- Joining Charles and Other Stories (1929)
- The Cat Jumps and Other Stories (1934)
- The Demon Lover and Other Stories (1945)